# Al-Khalis District
Al-Khalis District är ett distrikt i Irak.   Det ligger i provinsen Diyala, i den centrala delen av landet, 80 km norr om huvudstaden Bagdad.